# Томас Мурер
Томас Гінмен Мурер (англ. Thomas Hinman Moorer; 9 лютого 1912, Маунт Віллінг — 5 лютого 2004, Бетесда) — американський воєначальник і морський льотчик американського флоту, адмірал Військово-морських США (1964), 7-й голова Об'єднаного комітету начальників штабів США (1970—1974), 18-й керівник військово-морськими операціями (1967—1970). Верховний головнокомандувач ОЗС НАТО в Атлантиці і одночасно командувач Атлантичного флоту та Атлантичного командування (1965—1967); командувач Тихоокеанського флоту (1964—1965). Учасник Другої світової та В'єтнамської війн.

## Біографія
Військова кар'єра
- 1 червня 1933 — енсин
- 1 червня 1936 — молодший лейтенант
- 23 листопада 1940 — лейтенант
- 1 жовтня 1942 — лейтенант-командер
- 27 квітня 1944 — командер
- 1 січня 1952 — кептен
- 1 серпня 1958 — контрадмірал старший
- 5 жовтня 1962 — віцеадмірал
- 26 червня 1964 — адмірал

Томас Мурер народився в Маунт-Віллінгу, штат Алабама, 9 лютого 1912 року. Мурер виріс у Юфолі, штат Алабама, разом зі своїми братами і сестрами, включаючи брата Джозефа, який також став віцеадміралом американського флоту. 1 червня 1933 року Томас Мурер закінчив Військово-морську академію США з присвоєнням звання енсина. Після завершення військово-морської авіаційної підготовки на базі авіації Пенсакола в 1936 році він продовжив службу в підрозділах палубної авіації, літав на винищувачах авіаносних груп авіаносців «Ленглі», «Лексінгтон» і «Ентерпрайз».
На додаток до практичного досвіду льотчика палубного винищувача, Мурер також отримав кваліфікацію пілота гідролітаків і в перші роки Другої світової війни літав у патрульній ескадрильї. Служив у 22-му патрульному загоні в Перл-Гарборі, на момент нападу Японської імперії на цю американську військово-морську базу 7 грудня 1941 року. Розповідь Мурера про атаку на Перл-Гарбор була опублікована під назвою «Патруль у неправильному напрямку». Його ескадрилья згодом брала участь у Голландській Ост-Індській кампанії 1941—1942 років у південно-західній частині Тихого океану, де він здійснив численні бойові вильоти. Мурер отримав «Пурпурове серце» після того, як 19 лютого 1942 року був збитий і поранений біля узбережжя Австралії, а потім пережив атаку на рятувальне судно Florence D., яке того ж дня було розбомблено та потоплено ворожими літаками, які брали участь у першому бомбардуванні Дарвіна. Через три місяці Мурер був нагороджений Хрестом льотних заслуг за свою доблесть, коли він попри японську перевагу в повітрі, здійснював перельоти, постачаючи необхідне на острів Тимор і евакуюючи з нього поранених.
У післявоєнний час Томас Мурер продовжив службу в лавах ВМС США. Командував флотськими з'єднаннями та об'єднаннями. Він був головнокомандувачем Тихоокеанського флоту США та головнокомандувачем Атлантичного флоту США — перший офіцер ВМС, який командував обома флотами. Під час командування Тихоокеанським флотом стався інцидент в Тонкінській затоці та Мурер наказав провести внутрішнє розслідування суперечливих повідомлень, які з'явилися після події.
Мурер працював керівником військово-морських операцій між 1967 і 1970 роками, на піку участі США у В'єтнамській війні, і тісно співпрацював з найвищими офіцерами в армії та уряді США.
З 1970 по 1974 рік адмірал Мурер обіймав посаду голови Об'єднаного комітету начальників штабів.